# Amadeus-Verleihung 2019

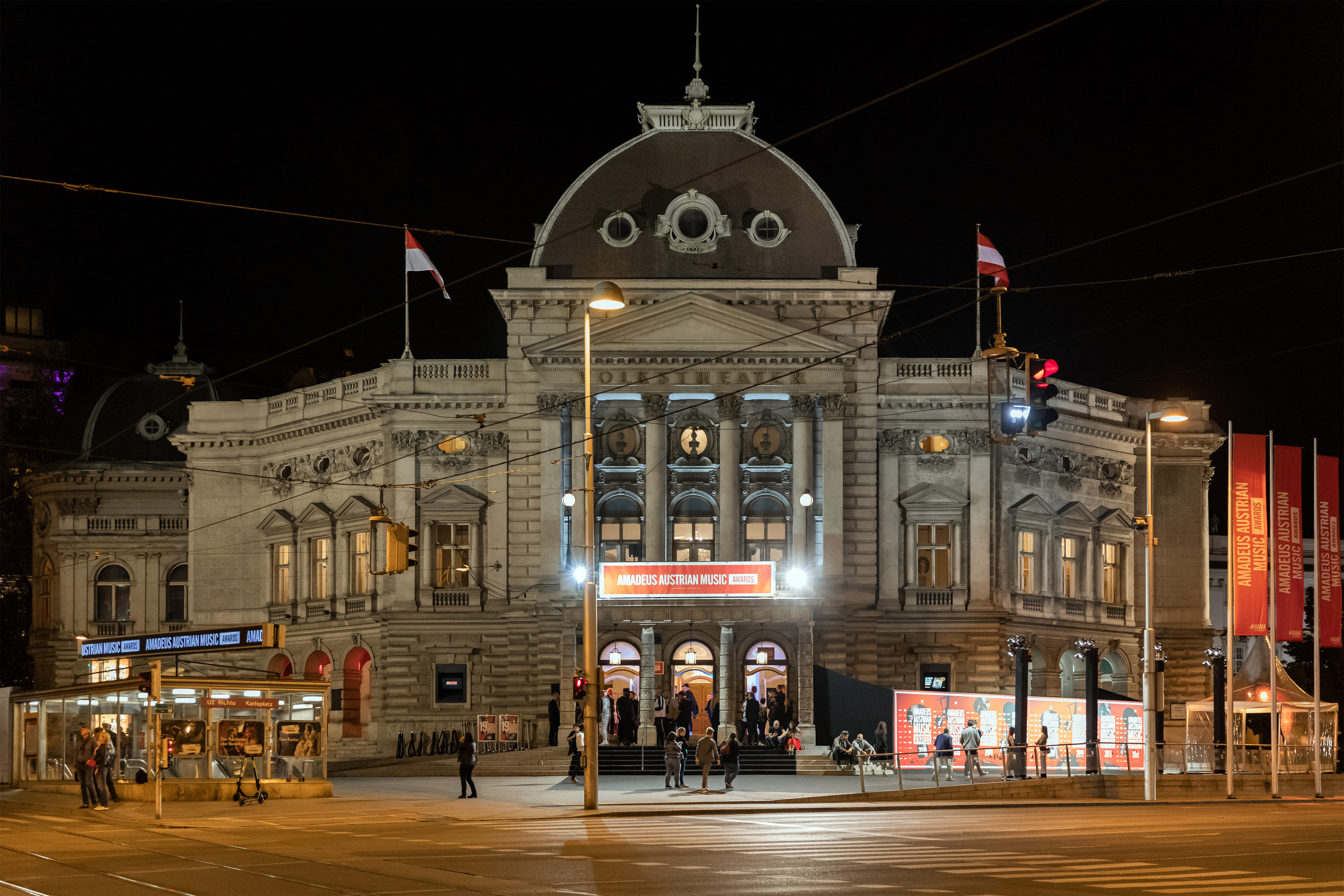
Amadeus Awards 2019 im Wiener Volkstheater

Die 19. Verleihung des Amadeus Austrian Music Award fand am 25. April 2019 im Volkstheater in Wien statt und wurde zeitversetzt im ORF übertragen. Die Nominierungen für den FM4-Award wurden am 8. Februar 2019 bekanntgegeben, die Nominierungen in den weiteren Kategorien am 19. Februar 2019.

## Nominierung und Wahl

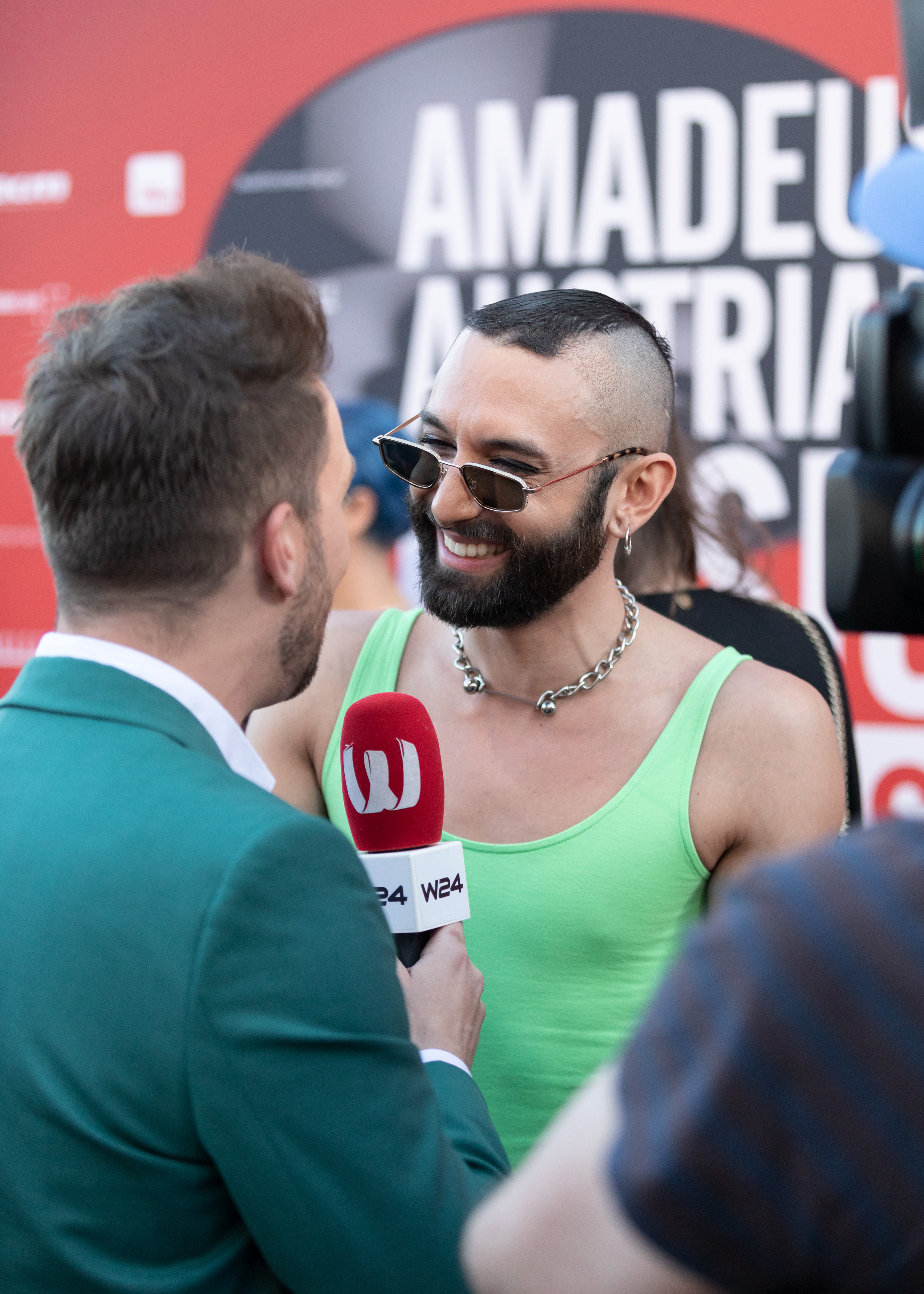
Conchita

Andreas Gabalier, Cari Cari, die Erste Allgemeine Verunsicherung (EAV), Mavi Phoenix und RAF Camora erhielten jeweils drei Nominierungen. AVEC, Bilderbuch, Josh., Kreiml & Samurai, Seiler und Speer, Simon Lewis und Soap&Skin wurden jeweils zwei Mal nominiert.
Moderiert wurde die Veranstaltung zum zweiten Mal von Conchita, der mit seiner neuen Kunstfigur WURST und neuem Song Hit Me auf der Bühne stand.
Anja Plaschg sagte ihre Teilnahme an Amadeus-Gala ab, nachdem sie mit Andreas Gabalier in derselben Kategorie (Album des Jahres) nominiert wurde.

## Preisträger und Nominierte

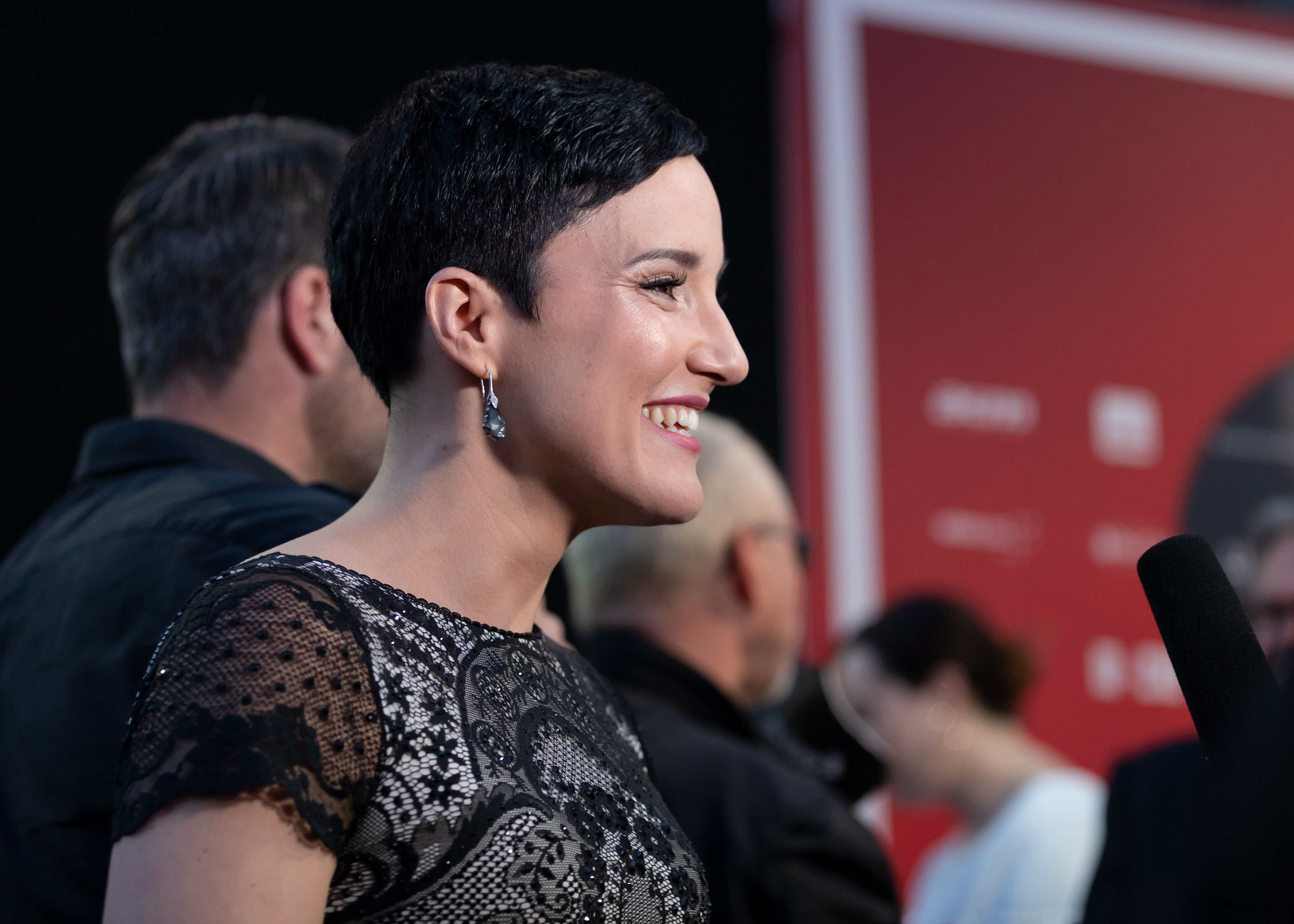
Ina Regen

### Album des Jahres
- Klee von Ina Regen

Weitere Nominierte:
- Alles ist erlaubt von der Ersten Allgemeinen Verunsicherung
- From Gas to Solid / You Are My Friend von Soap&Skin
- Palmen aus Plastik 2 von Bonez MC und RAF Camora
- Vergiss mein nicht von Andreas Gabalier

### Song des Jahres
- Cordula Grün von Josh.

Weitere Nominierte:
- 500 PS von Bonez MC und RAF Camora
- Ala bin von Seiler und Speer
- Nobody But You von Cesár Sampson
- Summer Sun von Cari Cari

### Live Act des Jahres

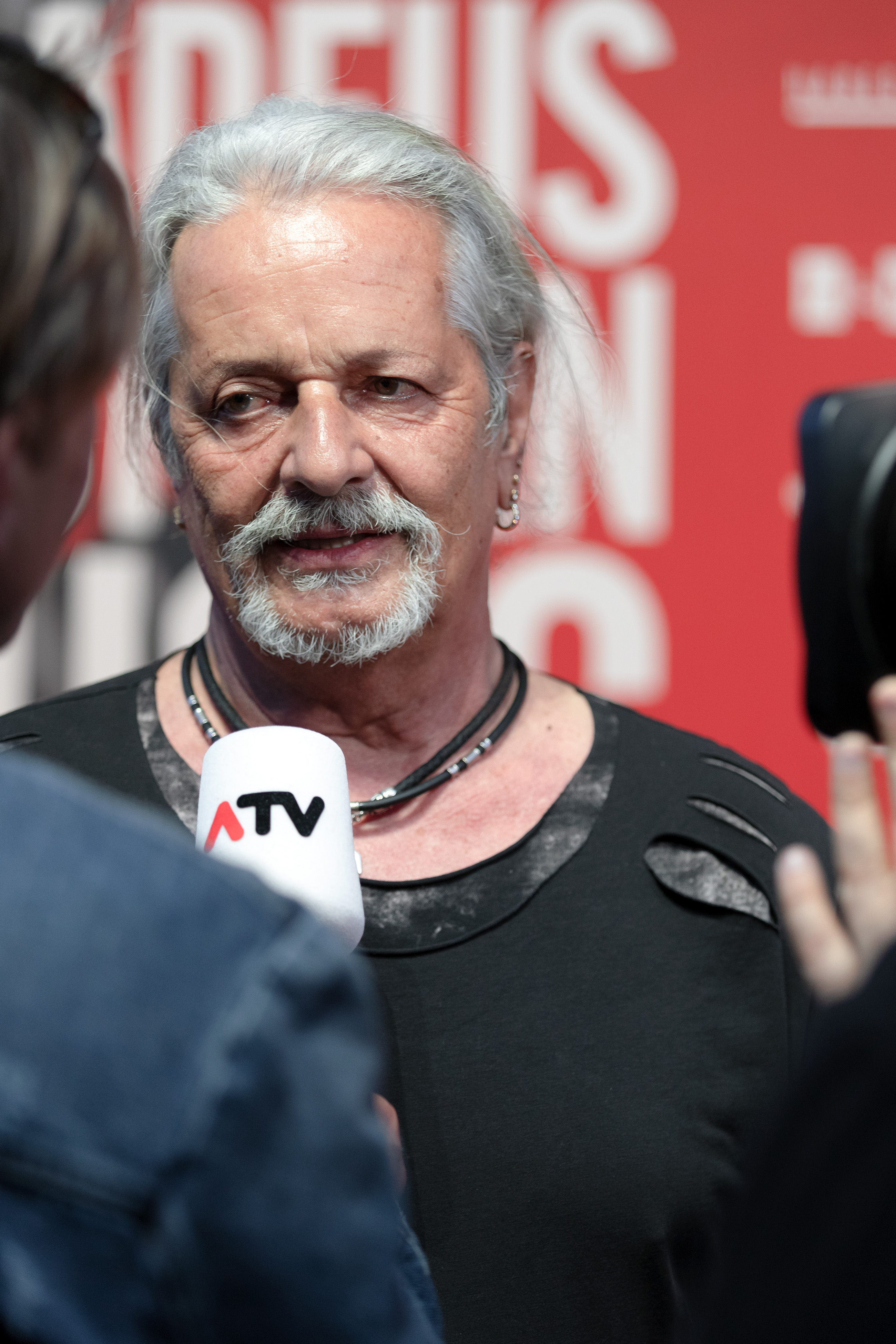
Thomas Spitzer

- Pizzera & Jaus

Weitere Nominierte:
- Andreas Gabalier
- Bilderbuch
- Kurt Ostbahn
- Wanda

### Songwriter des Jahres
- Thomas Spitzer (Musik & Text), Lemo (Text) – Gegen den Wind – EAV (feat. Lemo)

Weitere Nominierte:
- Mavi Phoenix (Musik & Text), Alex The Flipper (Musik) für Prime (Mavi Phoenix)
- Norbert Lambauer, Lukas Lach, Michael Bencsics (Musik & Text) für Gott is a Dirndl (Melissa Naschenweng)
- Slomo, Johannes Herbst, Mathea (Musik & Text) für 2x (Mathea)
- Toni Knittel (Musik & Text) für Herz und Hira (Bluatschink)

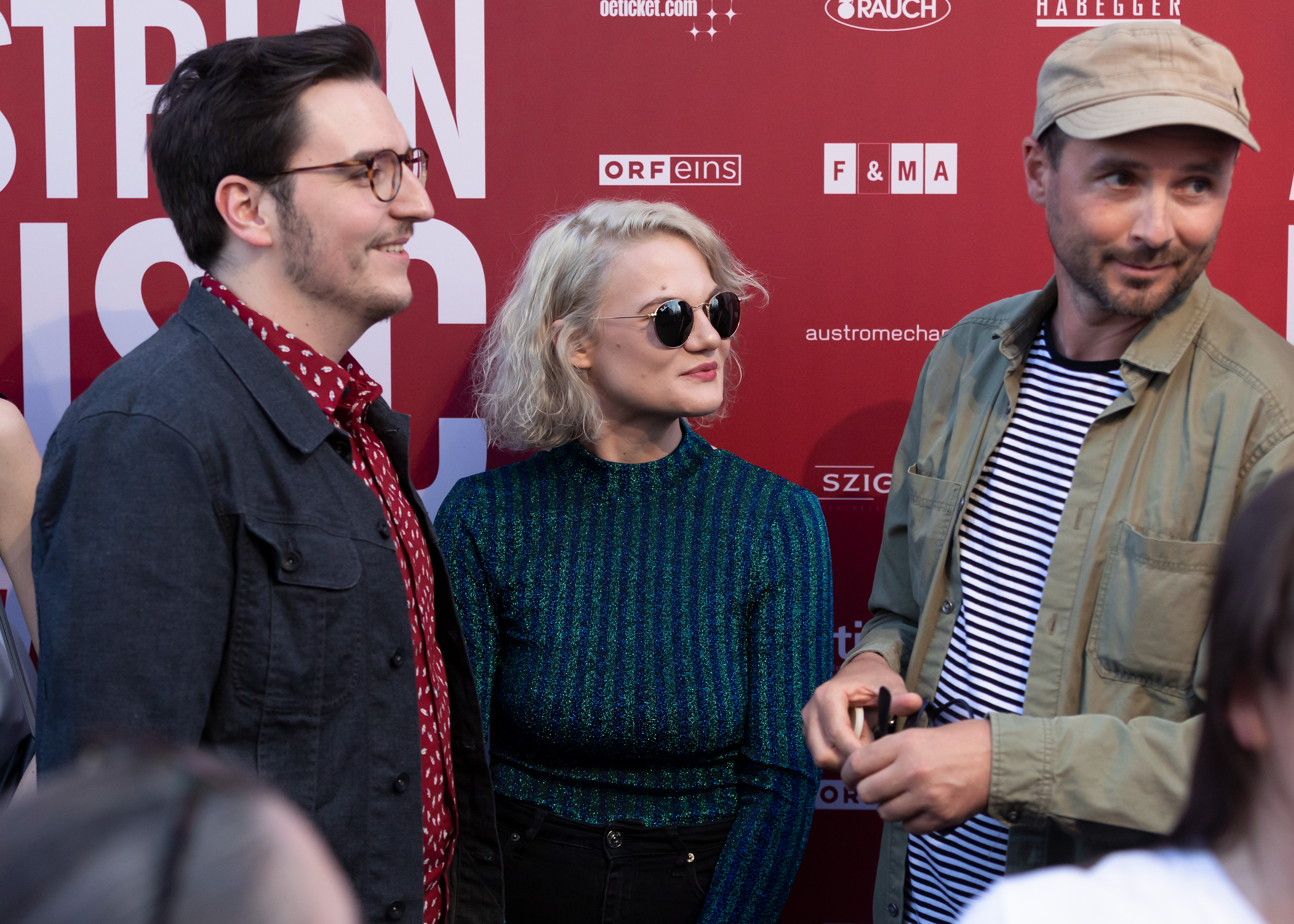
AVEC

### Alternative
- AVEC

Weitere Nominierte:
- Cari Cari
- Der Nino aus Wien
- Granada
- Soap&Skin

### Electronic / Dance

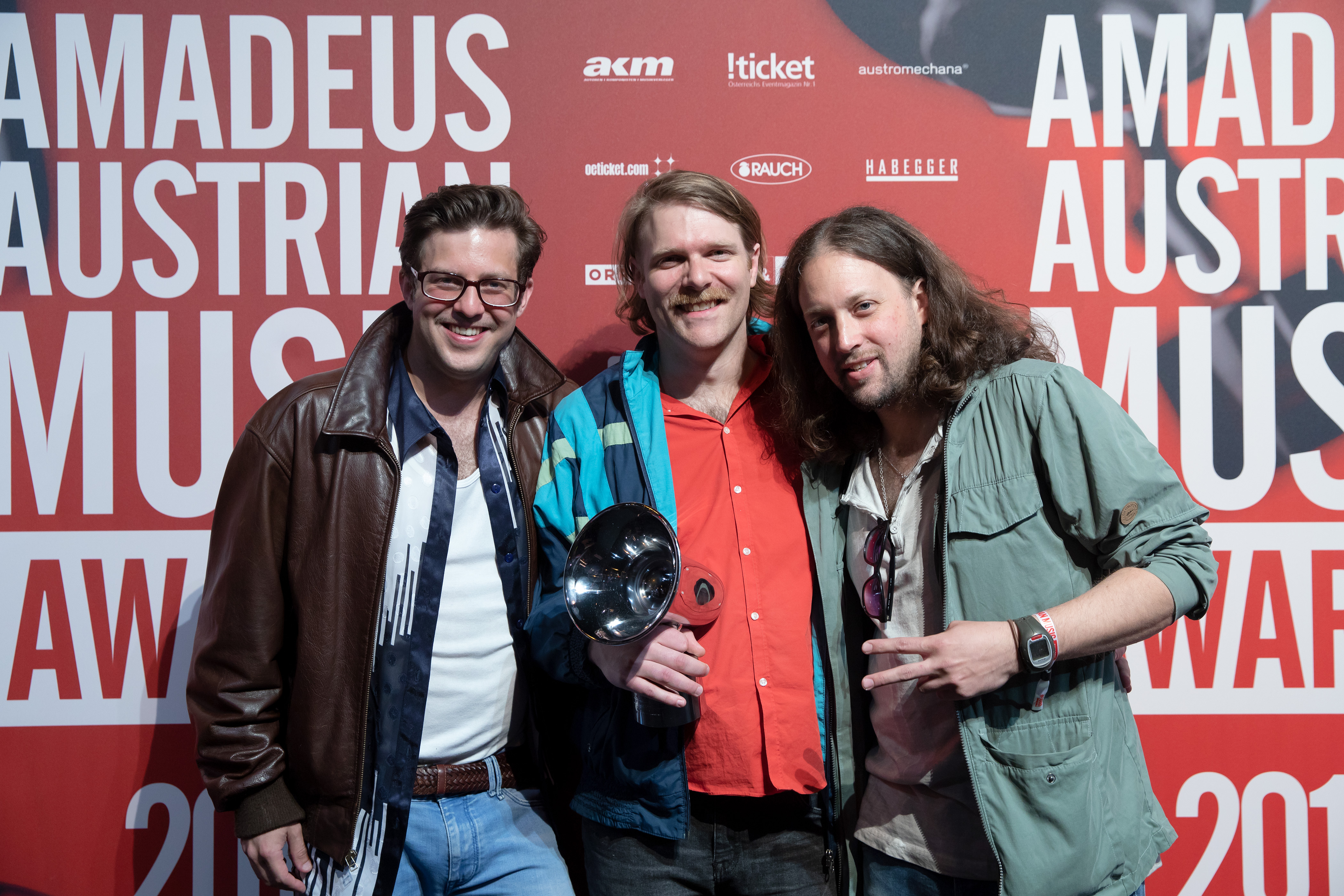
Krautschädl

- Parov Stelar

Weitere Nominierte:
- Darius & Finlay
- Dorian Concept
- Electric Indigo
- Möwe

### Hard & Heavy

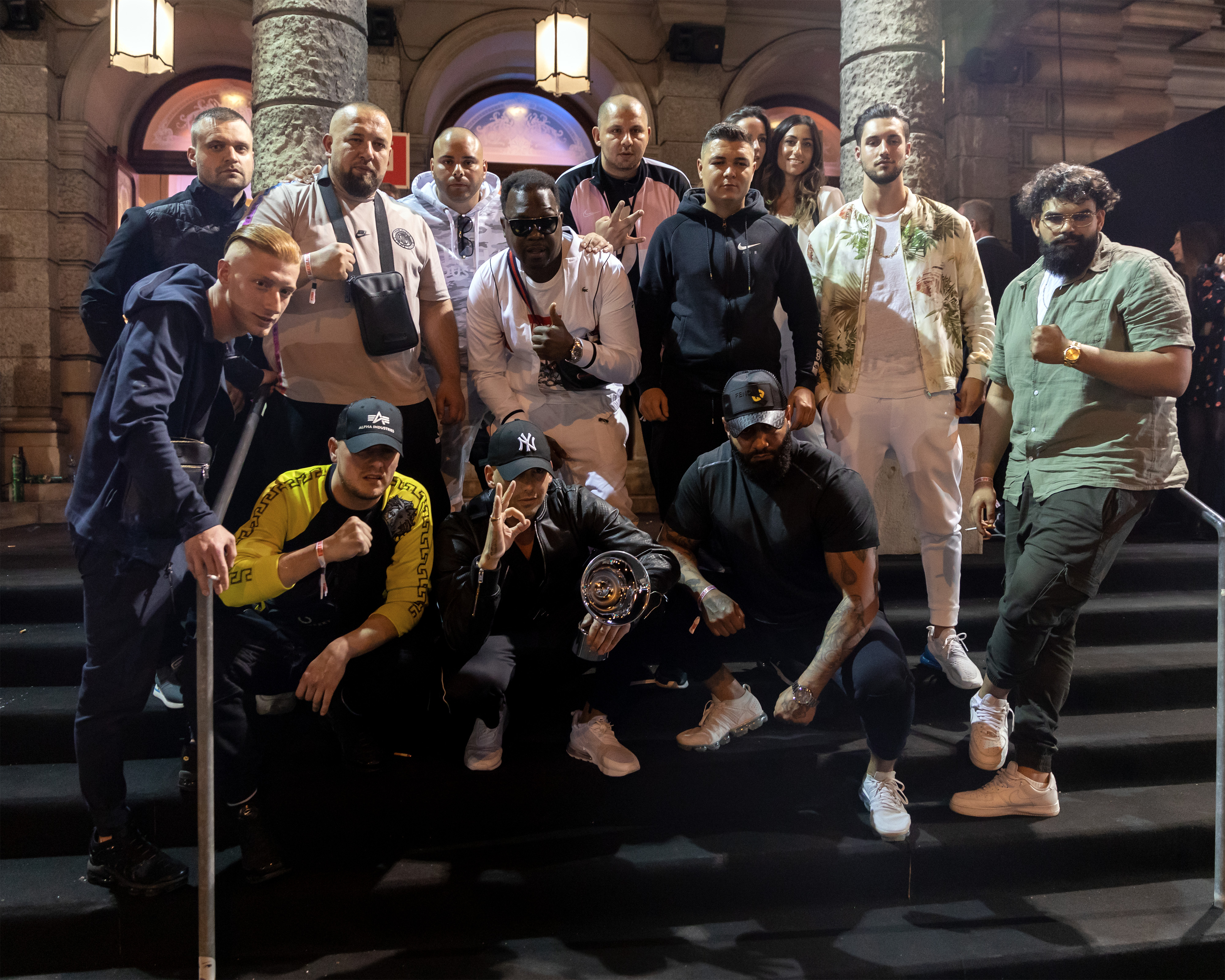
RAF Camora

- Krautschädl

Weitere Nominierte:
- BOON
- Harakiri for the Sky
- Summoning
- Visions of Atlantis

### HipHop / Urban

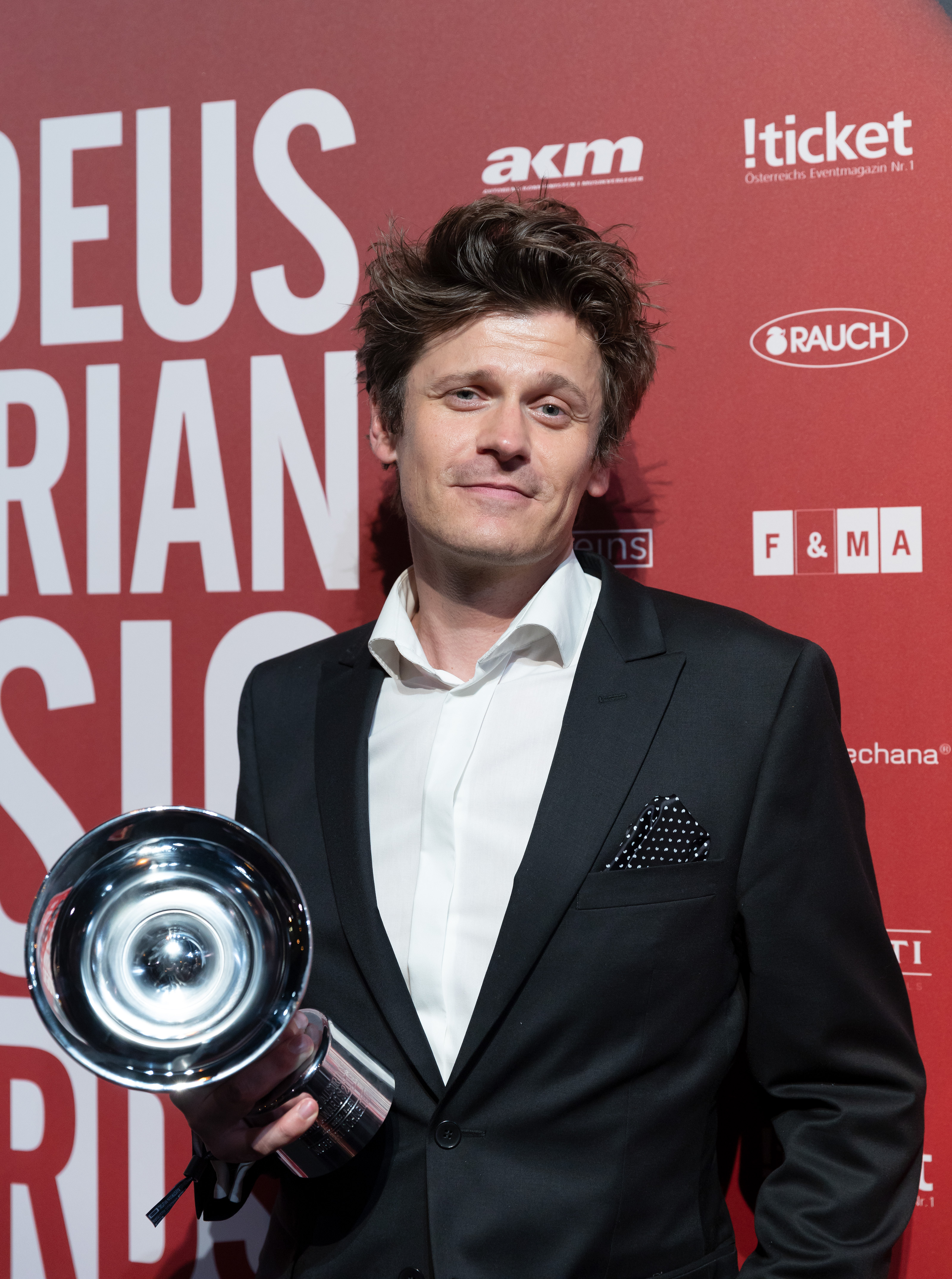
Norbert Schneider

- RAF Camora

Weitere Nominierte:
- Kreiml & Samurai
- Nazar
- TTR Allstars
- Yung Hurn

### Jazz / World / Blues

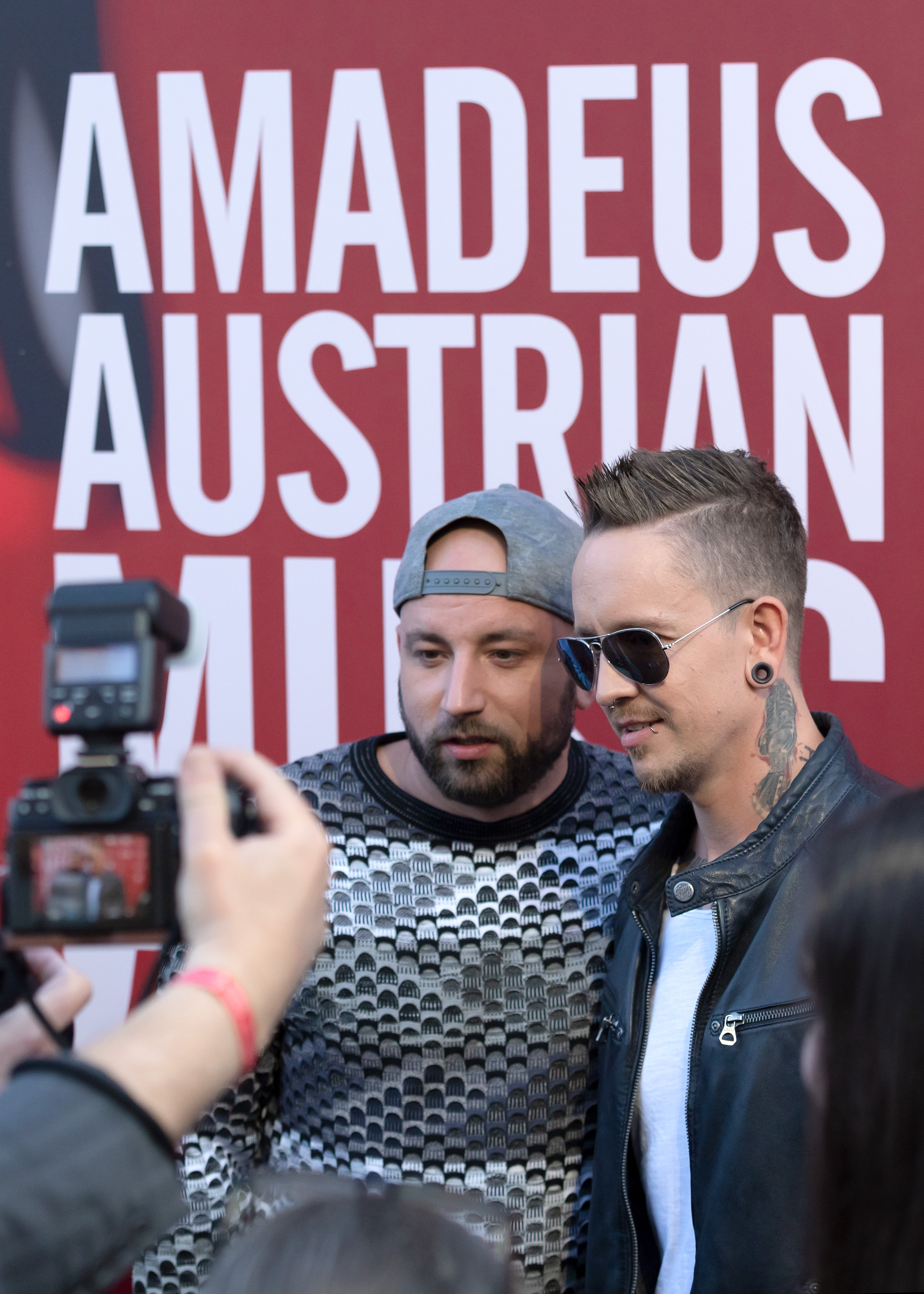
Seiler und Speer

- Norbert Schneider

Weitere Nominierte:
- Die Strottern
- Ernst Molden
- Herbert Pixner Projekt
- Trio Lepschi

### Pop / Rock
- Seiler und Speer

Weitere Nominierte:
- Erste Allgemeine Verunsicherung
- Josh.
- King & Potter
- Simon Lewis

### Schlager/Volksmusik
- Die Mayerin

Weitere Nominierte:
- Andreas Gabalier
- Die Edlseer
- Die jungen Zillertaler
- Nockalm Quintett

### FM4 Award

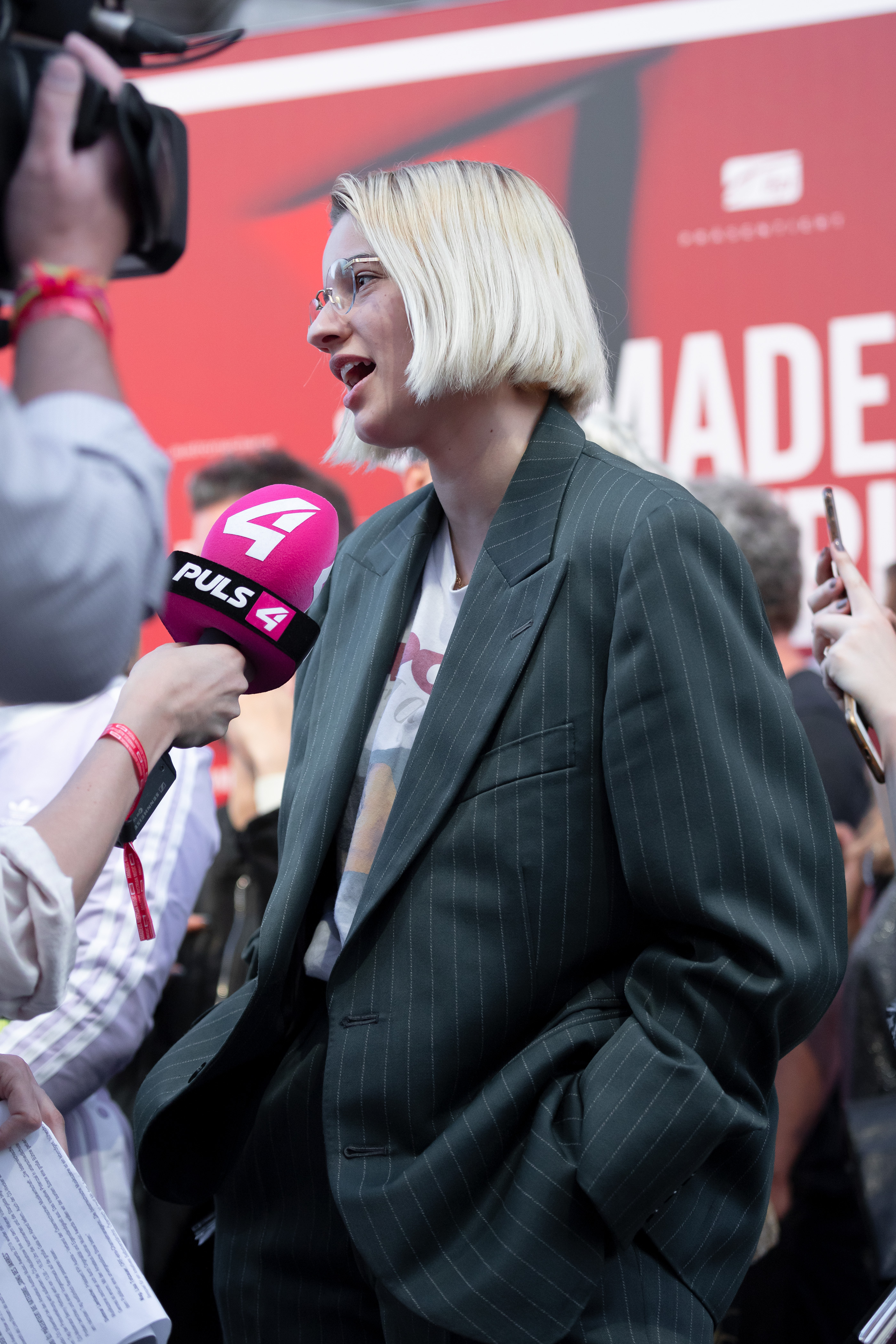
Mavi Phoenix

Für den FM4-Award wurden bis 15. Februar 2019 fünf Kandidaten per Online-Voting ermittelt, wobei 20 Kandidaten dafür zur Auswahl standen. Bis 22. März 2019 erfolgte eine zweite Votingrunde mit den fünf verbliebenen Finalisten.
- Mavi Phoenix[6]

Weitere Finalisten
- Cari Cari
- Hearts Hearts
- Jugo Ürdens
- Kreiml & Samurai

Weitere Nominierte
- AVEC
- Bilderbuch
- Cid Rim
- Der Nino aus Wien
- Dorian Concept
- Euroteuro
- Felix Kramer
- Lea Santee
- Leyya
- Pauls Jets
- PRESSYES
- Schmieds Puls
- Sluff
- Soap&Skin
- Yung Hurn

### Tonstudiopreis Best Sound
- Bilderbuch / „Mea Culpa“: Recording: Marco Kleebauer; Mix: Maximilian Walch; Künstlerische Produktion: Marco Kleebauer

Weitere Nominierte:
- AVEC / „Heaven/Hell“: Recording: Andreas Häuserer; Mastering: Vlado Dzihan; Künstlerische Produktion: Andreas Häuserer
- Conchita / Wiener Symphoniker / „From Vienna With Love“: Recording: Georg Burdicek, Markus Weiß, Dorothee Freiberger; Mix: Dietz Tinhof, Patrick Kummeneker; Mastering: Christoph Stickel; Künstlerische Produktion: Dorothee Freiberger, David Bronner
- Mavi Phoenix / „Young Prophet II“: Recording: Alexander Staudinger; Mix: Alexander Staudinger; Mastering: Martin Scheer; Künstlerische Produktion: Alexander Staudinger;
- Simon Lewis / „Pilot“; Mix: Felix Ofner; Mastering: Martin Scheer; Künstlerische Produktion: Johannes Herbst

### Lebenswerk
- Erste Allgemeine Verunsicherung[7]